# Accademia del Cimento
Die Accademia del Cimento (= Akademie des Experiments) war eine Akademie für experimentelle Physik und eine frühe wissenschaftliche Gesellschaft.

## Geschichte und Organisation
Die Accademia wurde 1657 durch die Medici-Familie gegründet und finanziert, und zwar von Kardinal Leopoldo de’ Medici, der sehr an den Wissenschaften interessiert war, und seinem Bruder, Großherzog Ferdinando II. de’ Medici.

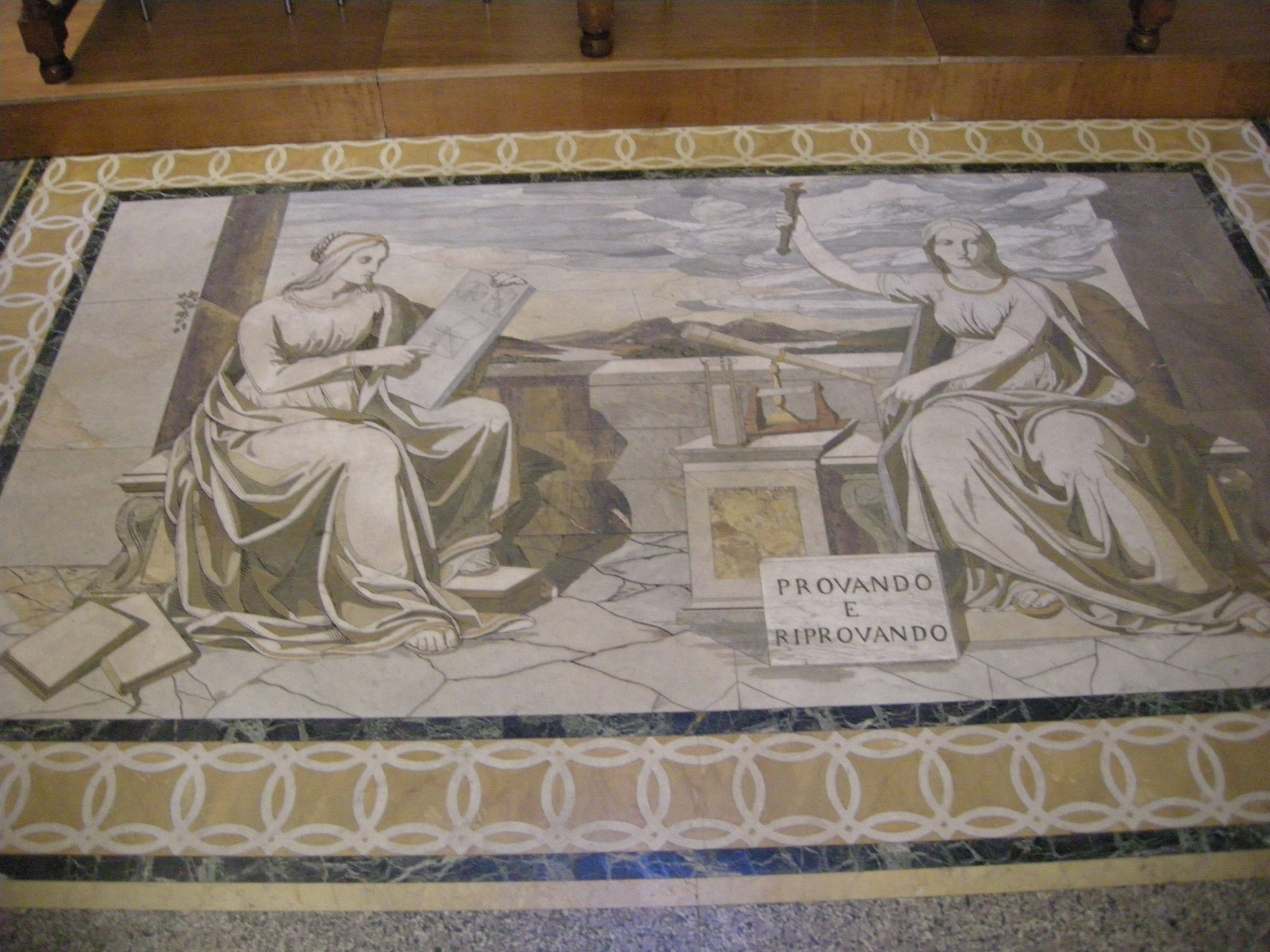
Tribuna Galilei in La Specola in Florenz

Das Motto der Akademie lautete Provando e Riprovando (= durch Versuchen und wieder Versuchen) und Ziel war das Studium der Natur durch reproduzierbare Experimente. Dabei befasste man sich nicht nur mit Physik (u. a. Vakuum, Barometer, Hygrometer, Thermometer, Pendel für die Zeitmessung), sondern auch mit Medizin und Biologie und Chemie. Die meisten Mitglieder waren Schüler oder Anhänger von Galileo Galilei, wie der berühmte Vincenzo Viviani. Die Gruppe traf sich in den Privatgemächern von Leopold im Palazzo Pitti.
Die Mitglieder der Akademie studierten die Werke von Plato, Demokrit, Aristoteles, Robert Boyle und Pierre Gassendi und bestätigten als Erste die Identifizierung der Saturnringe durch Christian Huygens (gesehen hatte sie schon Galilei, aber nicht als Ringe erkannt).
Die Accademia hatte keine formale Satzung und war nur locker organisiert, es gab keine regelmäßigen Termine für ihre Treffen.
Die Gruppe bestand etwa zehn Jahre bis 1667 und löste sich dann unter anderem durch Fortzug der Mitglieder und interne Streitigkeiten auf, ohne jemals offiziell geschlossen zu werden. Die von ihnen veröffentlichten Verhandlungen mit der Beschreibung ihrer Experimente, zuerst als Saggi di naturali esperienze 1667 veröffentlicht aber noch lange danach neu aufgelegt und übersetzt, waren aber für die weitere Entwicklung der experimentellen Methode in den Naturwissenschaften einflussreich und wurden sogar als Laborhandbuch des 18. Jahrhunderts bezeichnet. Die meisten Experimente stammten aus den Anfangsjahren der Gesellschaft. In den folgenden Jahren wurde das Buch mehrfach überarbeitet. Die Saggi sind die einzige erhaltene Veröffentlichung und wurden von den durch den Prozess gegen Galilei (1632) vorsichtig gewordenen Medici dem Papst und dem Vatikan zur Zensur vorgelegt. Der Vorsicht von Leopoldo de’ Medici ist es wahrscheinlich auch zuzuschreiben, dass die Theorie hinter den Experimenten kaum behandelt wird und die Astronomie fehlt.

### Experimente
Die erste Gruppe von Experimenten in den Saggi betrifft Luftdruckmessung mit Quecksilberbarometern, die zweite Gruppe Vakuum-Experimente nach Robert Boyle, die dritte künstliche Kühlung und die vierte Gruppe Kühlung in der Natur. Die fünfte Gruppe betrachtet den Einfluss von Hitze und Kälte auf verschiedene Gegenstände, die sechste Kompressibilität von Wasser, die siebte zeigte, dass entgegen der Ansicht von Aristoteles im Vakuum kein Feuer entsteht. In der achten Gruppe wird Magnetismus und in der neunten Bernstein (statische Elektrizität) behandelt. In der zehnten Gruppe geht es um Farben und in der elften um die Schallgeschwindigkeit. In der zwölften Gruppe werden die Fallgesetze von Galilei beschrieben, allerdings ohne Experiment.
Die teilweise in der Gruppe speziell gebauten Instrumente sind im Museum für Wissenschaftsgeschichte (La Specola) in Florenz erhalten.

## Mitglieder
Ständige Mitglieder waren:
- Prinz Leopoldo de’ Medici, Bruder des Großherzogs der Toskana.
- Ferdinando II. de’ Medici, Großherzog der Toskana.
- Giovanni Alfonso Borelli (1608–1679) – Physiker und Mathematiker, führendes Mitglied der Akademie neben Viviani.
- Francesco Redi (1626–1697) – Mediziner, ab 1666 der erste Arzt des Großherzogs. Er unternahm Experimente, die die Vermehrung von Fliegen über Maden im Fleisch zeigten (veröffentlicht in einem Buch 1668, es gab auch einen Disput mit Kircher darüber). Er setzte das in Untersuchung von Parasiten (wie der Bremse) fort.
- Carlo Renaldini (1615–1698) – Adliger aus Ancona. Mathematiker, Meteorologe und Philosoph, Militäringenieur, ab 1644 Dozent für Philosophie in Pisa und ab 1667 Professor für Philosophie in Padua, der dort als Erster Vorlesungen über Galilei hielt, aber auch noch Aristotelischen Vorstellungen verhaftet war. Er war eines der aktivsten Mitglieder und untersuchte unter anderem Wärmekonvektion und machte astronomische Beobachtungen. Er war in Konflikt mit Borelli. Renaldini unterrichtete den Prinzen Cosimo III.
- Vincenzo Viviani – berühmter Physiker und Mathematiker und eines der prominentesten Mitglieder der Akademie, Schüler von Galilei, in Florenz auch als leitender Ingenieur im Wasserbau tätig.
- Lorenzo Magalotti (1637–1712), Sekretär der Akademie ab 1660 und für die Herausgabe der Saggi verantwortlich.
- Alessandro Marsili (1601–1670), aus Siena, wo er Dozent für Logik war. Ab 1638 Philosophie-Professor in Pisa, eine Position, die er wohl der Tatsache verdankte, dass Galilei ihn lobte (er traf Galilei in Siena nach dessen Prozess). Er wurde von den anderen Mitgliedern nicht sehr geschätzt und war Anhänger des Aristoteles. Er schlug ein Experiment über die Natur des Vakuums im Quecksilber-Barometer nach Evangelista Torricelli vor (man war sich nicht sicher, ob es Dämpfe enthielt, siehe Leere in der Leere).
- Carlo Roberto Dati (1619–1676), Schüler von Galilei, Sekretär der Accademia della Crusca, schrieb über das Toskanische.
- Antonio Oliva (1624–1689), ursprünglich Geistlicher, war bis 1652 wegen der Teilnahme an Aufständen 1647/48 gegen die Spanier im Schloss von Reggio Calabria inhaftiert und lebte dann in Florenz. Von 1663 bis 1667 Professor für theoretische Medizin in Pisa. Ab 1667 in Rom, wo er wegen Mitgliedschaft in der Accademia dei Bianchi von der Inquisition inhaftiert und angeklagt wurde. Um der Folter zu entgehen, stürzte er sich daraufhin aus einem Fenster. Er befasste sich mit Hydraulik und Mathematik (ein Kommentar zum 5. Buch von Euklids Elementen ist erhalten).
- Candido del Buono (1618–1676), Priester in Florenz (Kaplan am Hospital S. Maria Nuova), Bruder von Paolo. Wie dieser aktiv in der Akademie, Erfinder mehrerer Instrumente (unter anderem ein Arcicanna genanntes System zur Verbesserung von Teleskopen).
- Alessandro Segni (1625–1659), Diplomat, bis 1660 Sekretär der Accademia, bis ihn Magalotti ersetzte. Er leistete keine Beiträge und wurde am Anfang wohl Sekretär, weil er Leiter des Sekretariats des Kardinals Leopold von Medici war.

Korrespondierende Mitglieder:
- Giovanni Domenico Cassini
- Honoré Fabri
- Robert Hooke
- Christian Huygens
- Athanasius Kircher
- Henry Oldenburg
- Michelangelo Ricci
- Nicolas Steno, dänischer Bischof und Wissenschaftler
- Paolo del Buono (1625–1656), Bruder von Candido, wie dieser Schüler des Mathematikers Famiano Michelini (1604–1665) in Florenz, promoviert 1649 in Pisa. Ab 1655 Direktor der kaiserlichen Münze und in dieser Funktion besuchte er Bergwerke in den Karpaten und arbeitete dort an Grubenentwässerung. Er schlug viele Experimente in der Akademie vor.

Zum Umkreis gehörte auch:
- Marcello Malpighi, Anatom und Physiologe.[2]

## Publikationen
- Saggi di Naturali Esperienze fatte nell’Accademia del Cimento sotto la protezione del Serenissimo Principe Leopoldo di Toscana e descritte dal segretario Lorenzo Magalotti. Gedruckt 1667 bei Cecchi in Florenz und 1714 in Neapel bei Raillard.

In dem Sammelband wurden die wesentlichen Forschungsergebnisse der Akademie veröffentlicht.
Das Werk wurde 1684 in englischer Übersetzung bei Alsop in London gedruckt und 1731 in niederländischer Übersetzung von J. und H. Verbeek in Leiden. Ebenfalls 1731 erschien eine lateinische Übersetzung.
Für die dritte Riunione degli scienziati italiani in Florenz im Jahre 1841 ließ Großherzog Leopold II. eine Ausgabe für die Teilnehmer herstellen (Digitalisat).
Neuauflage 1976, Classici della società italiana, Band 10; eine englische Übersetzung erschien in dem Buch von Middleton 1971 (siehe Literatur).